# Kościół Świętej Trójcy i św. Antoniego Opata w Łopusznej
Kościół Świętej Trójcy i św. Antoniego Opata – drewniany, późnogotycki kościół parafialny obrządku rzymskokatolickiego w Łopusznej w powiecie nowotarskim. Należy do Dekanatu Niedzica Archidiecezji krakowskiej.
Obok kościoła znajduje się ujście do Dunajca potoku Czerwonka, w bezpośrednim sąsiedztwie znajduje się także zabytkowy dwór Tetmajerów.

## Historia
Według tradycji (niczym nie potwierdzonej) kościół w Łopusznej miał powstać w 1240 r. Powstanie pierwszej świątyni należy jednak wiązać najprawdopodobniej z lokacją wsi w 1364 r. Pierwszy kościół zbudowano więc gdzieś w ostatniej tercji XIV w. Istniał już z pewnością w 1400 r., gdyż wówczas wymieniany był Jakub, rector ecclesiae in Lopuszno. Kościół był fundacją rycerską. Szlachecki patronat nad nim utrzymywał się do 1608 r., później był wymieniany jako królewski. Gdy w 1577 r. zabrakło w kościele plebana, nieobsadzoną parafię zniesiono w 1596 r., włączając ją do sąsiedniego Ostrowska. Restytuowano ją dopiero w 1792 r.
Obecny kościół, zapewne drugi z kolei, został wybudowany w ostatniej dekadzie XV w. Konsekrowany był w 1504 roku przez biskupa krakowskiego Jana Konarskiego. Wtedy też nadano mu wezwanie Świętej Trójcy, Narodzenia Najświętszej Maryi Panny, Św. Stanisława oraz Św. Antoniego Opata. W XVII w. dostawiono wieżę. Kilkakrotnie remontowany i przebudowywany. Ostatnie remonty zasadniczo ingerujące w szczegóły architektoniczne świątyni miały miejsce w 1932 r. oraz po powodzi w latach 1934-35.

## Opis
Kościół jest budowlą późnogotycką, orientowaną, trójdzielną, jednonawową. Ściany zostały oszalowane. Składa się z zamkniętego prostokątnie prezbiterium, nawy i później dobudowanej wieży o konstrukcji słupowo-ramowej. Od północy do prezbiterium przylega zakrystia. Nawa jest szersza, z kruchtą boczną. Od północy i zachodu przylega do niej wąska przybudówka. Całe wnętrze zdobiła niegdyś XVI-wieczna polichromia patronowa. Do dziś zachowała się ona jedynie we fragmentach – na deskach pochodzących z dawnych stropów, które odkryto w czasie remontu w 1932 r., oraz na parapecie chóru. Obecne patronowe malowidła na stropie przedsionka pod wieżą i na belce tęczowej są w większości rekonstrukcją powtarzającą stare wzory. W 1935 r. wykonano polichromię o motywach ornamentalnych i figuralnych. Gotyckie, ostrołukowe portale w nawie i prezbiterium zostały w 1932 r. zastąpione nowymi, prostokątnymi. Prostą belkę tęczową wprowadzono trzy lata później na miejsce wcześniejszej, barokowej.

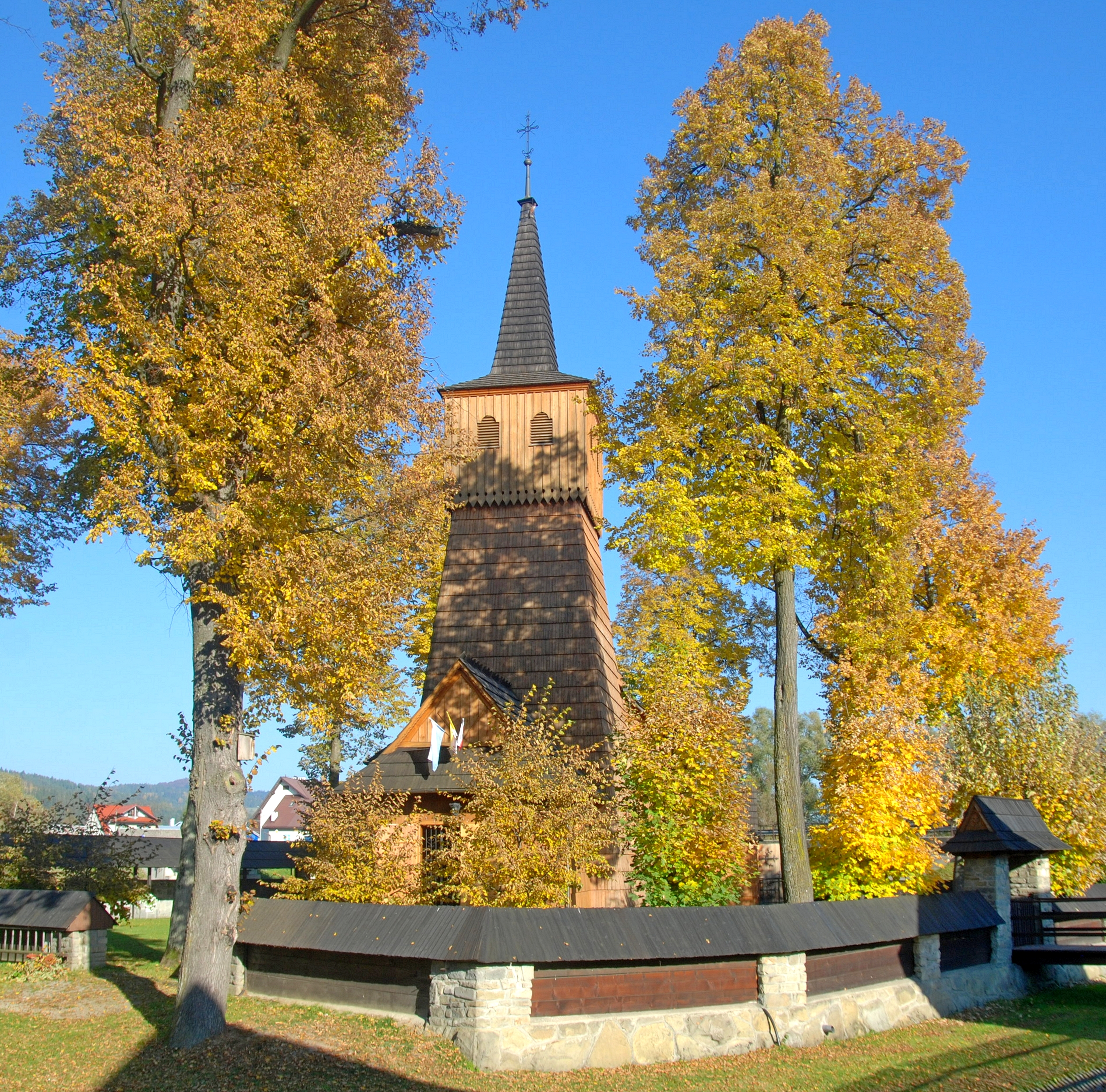
Elewacja zachodnia
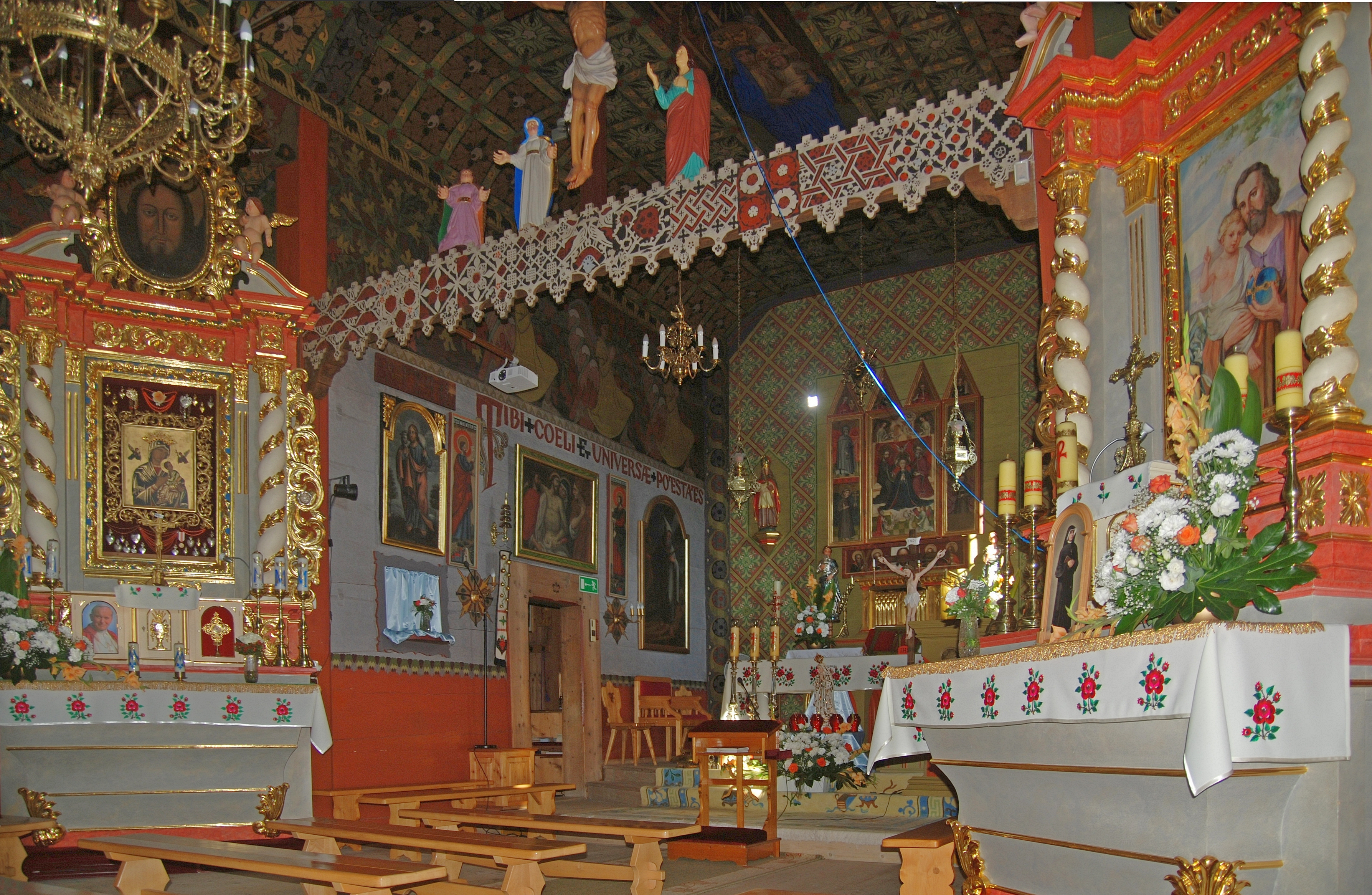
Wnętrze
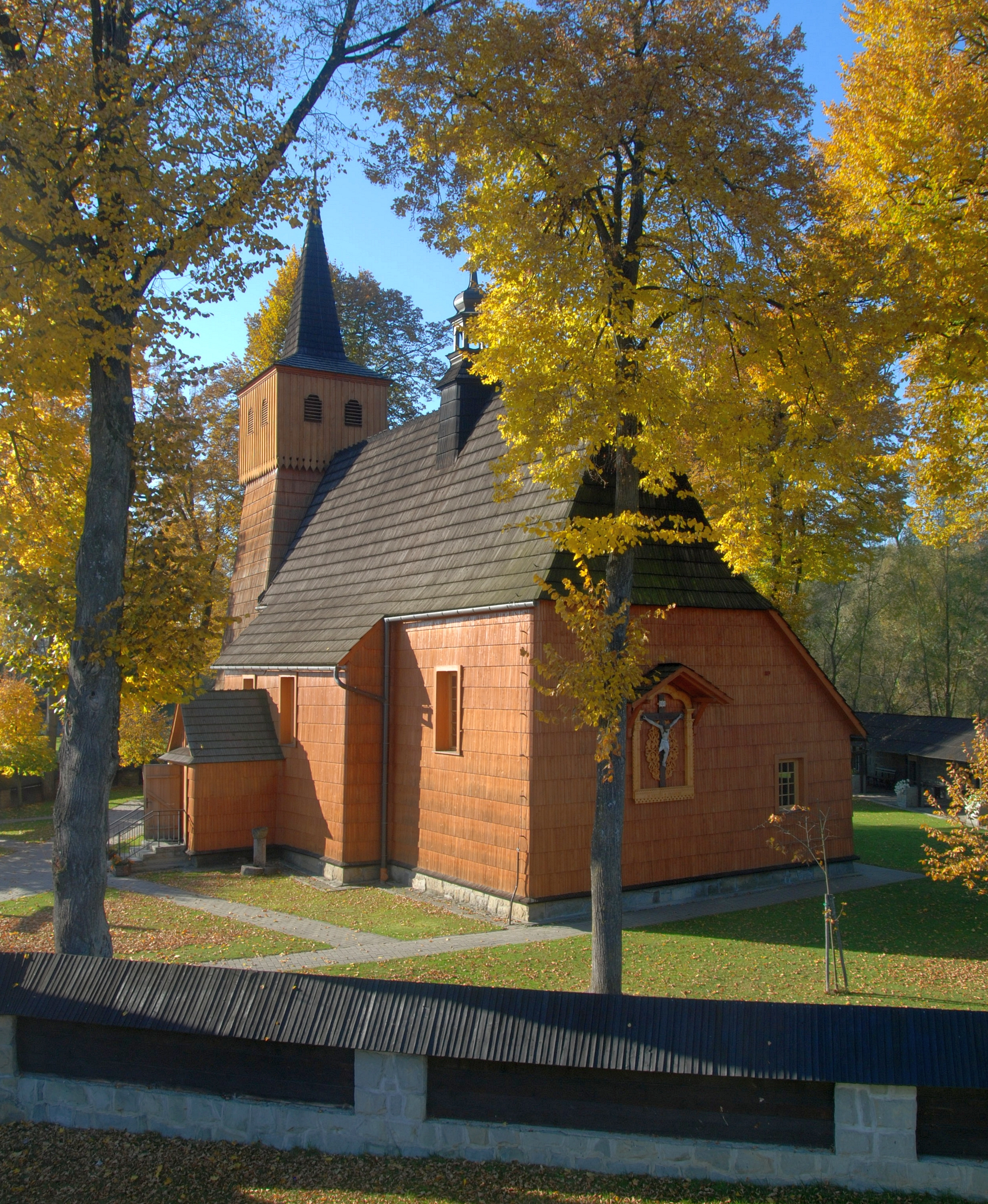
Widok od strony prezbiterium

Wyposażenie kościoła jest niejednorodne stylistycznie. Do najcenniejszych jego elementów należą:
- ołtarz główny – gotycki tryptyk z 1460 r. Uznawany za jedno z najbardziej wartościowych i najlepiej zachowanych dzieł rzeźbiarskich Małopolski XV w. W polu środkowym znajduje się scena koronacji Najświętszej Marii Panny przez Trójcę Świętą. Na awersie skrzydeł bocznych przedstawiono postaci świętych – z lewej u góry św. Antoni Pustelnik, u dołu św. Franciszek z Asyżu, z prawej u góry św. Leonard, u dołu św. Bernardyn z Sieny, zaś na rewersie ukazano scenę Zwiastowania, a w trójkątach szczytowych postacie świętych dziewic;
- dwa barokowe ołtarze boczne z 1. połowy XVIII w.;
- figury świętych na belce nad wejściem do nawy (zdobiły one dawny, barokowy ołtarz główny);
- barokowe rzeźby grupy Pasji na belce tęczowej;
- obraz adoracji Trójcy Świętej z XVIII w.;
- obraz przedstawiający drogę na Kalwarię;
- 8-głosowe organy wybudowane przez Stanisława Tobolę w latach 30. XX wieku[6];
- Zasłonę wielkopostną przedstawiającą pochód na Kalwarię z 1753 roku, która znajduje się pod wieżą. W 2016 roku a strychu pomieszczenia gospodarczego plebanii odnaleziono zasłonę przedstawiającą biczowanie Chrystusa, którą datuje się na połowę XVIII wieku[7].

Nad nawą i prezbiterium dach jest jednokalenicowy, zbudowany w systemie więźbowo-zaskrzynieniowym, pokryty gontem. Nad nim znajduje się wieloboczna sygnaturka. Dominującym elementem bryły świątyni jest izbicowa wieża, zwieńczona wysokim dachem namiotowym. Przy północnej ścianie wybudowano soboty. Kościół otoczony jest drewnianym ogrodzeniem z bramką nawiązującą do stylu zakopiańskiego.
Na wieży zawieszone są 3 dzwony:
- najstarszy z 1540 roku o średnicy ok. 70 centymetrów, znajduje się na nim tekst "Ave Maria Gracia [Ple]na, Dominus Tecum";
- dzwon z 1732 roku o podobnej średnicy. Znajdują się na nim inicjały nieznanego fundatora oraz herbem Wieniawa. Znajduje się na nim inskrypcja "Antone Eremita Ora Pro Nobis" (Antoni Pustelniku, módl się za nami);
- dzwon z 2006 roku poświęcony Janowi Pawłowi II.

## Ks. Tischner i kościół w Łopusznej
Ks. Józef Tischner odprawił w kościele w Łopusznej swoją mszę prymicyjną 10 lipca 1955 roku. Na temat kościoła pisał: "My musimy zadbać o to, żeby to miejsce ciszy przetrwało. Każde pokolenie od XV wieku dbało o to, żeby to miejsce zostało nietknięte, nienaruszone. Żeby ani wiater wieży niezwaliył, ani woda nie zaloła. Jo myśle, że myśmy powinni być dumni z tego, że momy takie miejsce, żeśmy je po ojcach odziedziczyli. I że zrobimy co w naszej mocy, żeby tej ciszy, tego kościółka nie zniszczyć". W dniu 2 lipca 2000 roku odbyła się msza pogrzebowa Ks. Tischnera, której przewodniczył ówczesny metropolita krakowski Kardynał Franciszek Macharski.